# Armhi

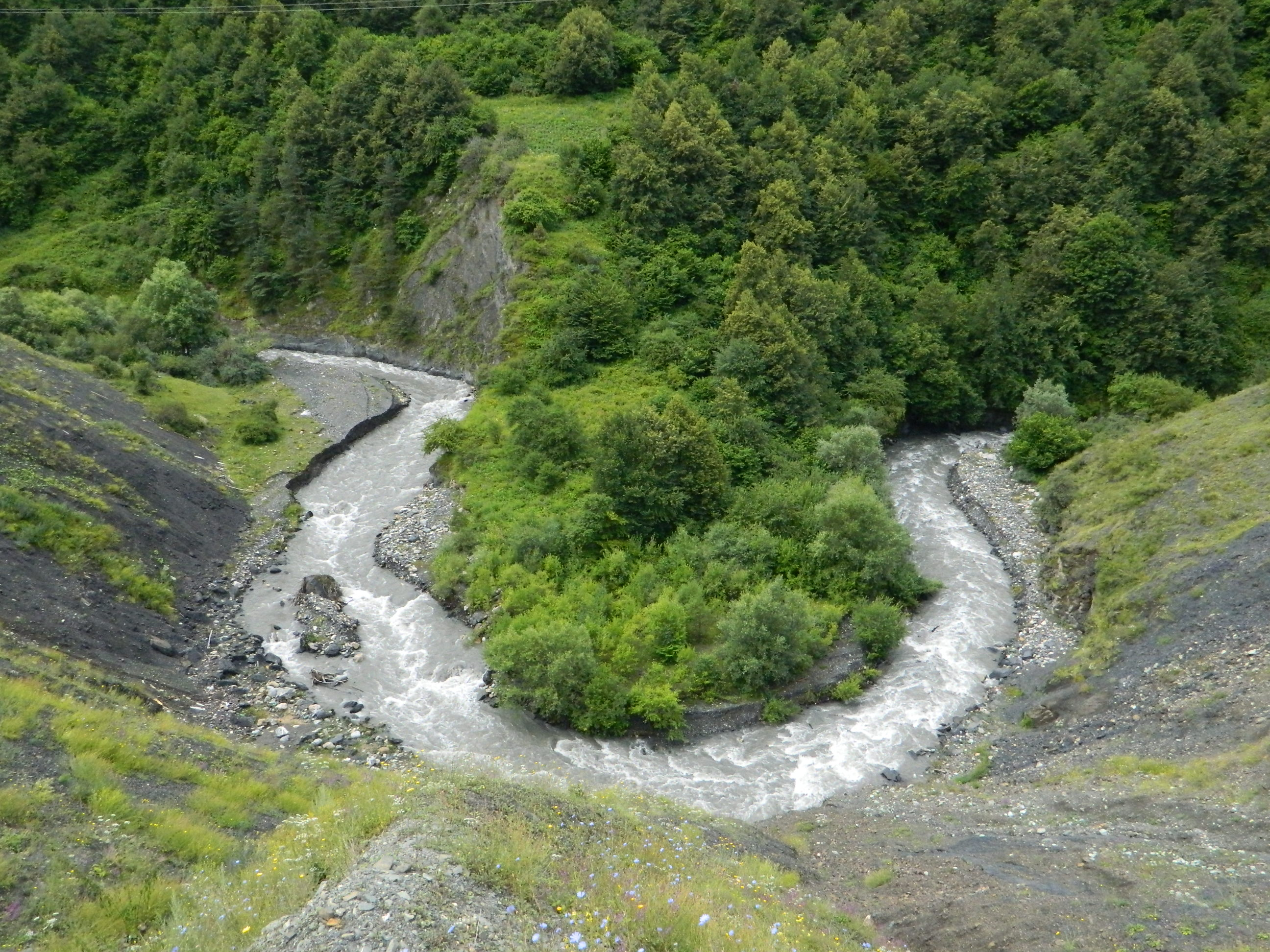
Foto del fiume Armhi

L'Armhi (in russo: Армхи) è un fiume che passa per il Džejrachskij rajon in Inguscezia.